# Becadell cuapunxegut

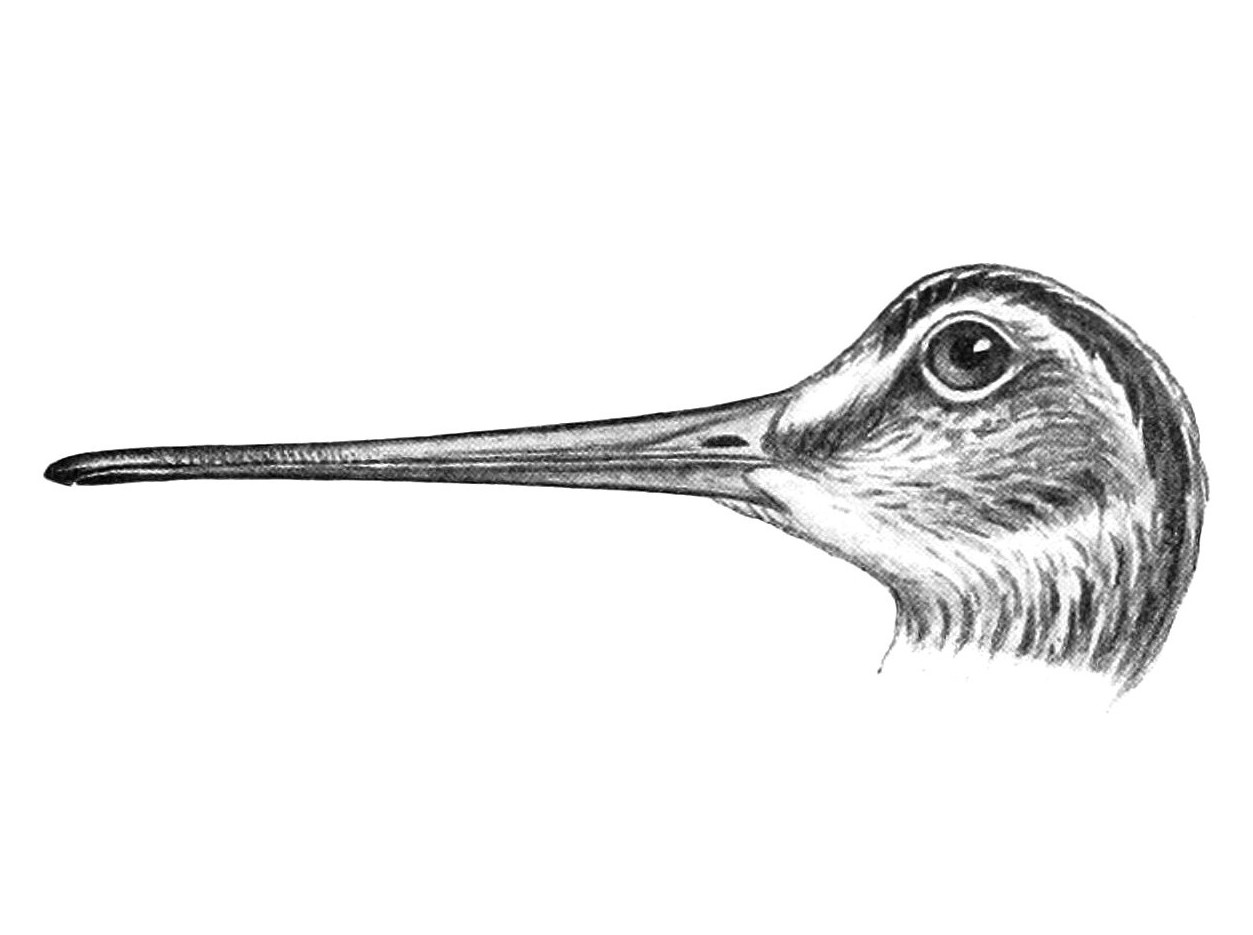
Dibuix de 1921

El becadell cuapunxegut (Gallinago stenura) és un ocell limícola de la família dels escolopàcids (Scolopacidae) que cria a camps humits i tundra àrtica del nord de Rússia i passa l'hivern a zones d'aiguamoll d'Àsia meridional, des del Pakistan fins a Indonèsia, arribant com a divagant fins al nord d'Austràlia i Àfrica oriental.
Cerquen el seu menjar ficant el bec al fang o sòl tou, d'on extrauen els seus aliments, consistents principalment en insectes i cucs de terra, però també en una petita part de material vegetal.
Amb una llargària de 25-27 cm, és molt similar al becadell comú però amb el bec i la cua més llarga. Potes curtes de color gris verdós i llarg i recte bec fosc. El cos és clapejat de color cafè per sobre, amb línies crema. Pit pàl·lid amb vetes beix i ventre blanc. Una ratlla fosca travessa els ulls, amb franges clares per sobre i per sota d'ella.
Sexes similars.
No se n'han descrit subespècies.